# La Sonate Louis Slotin

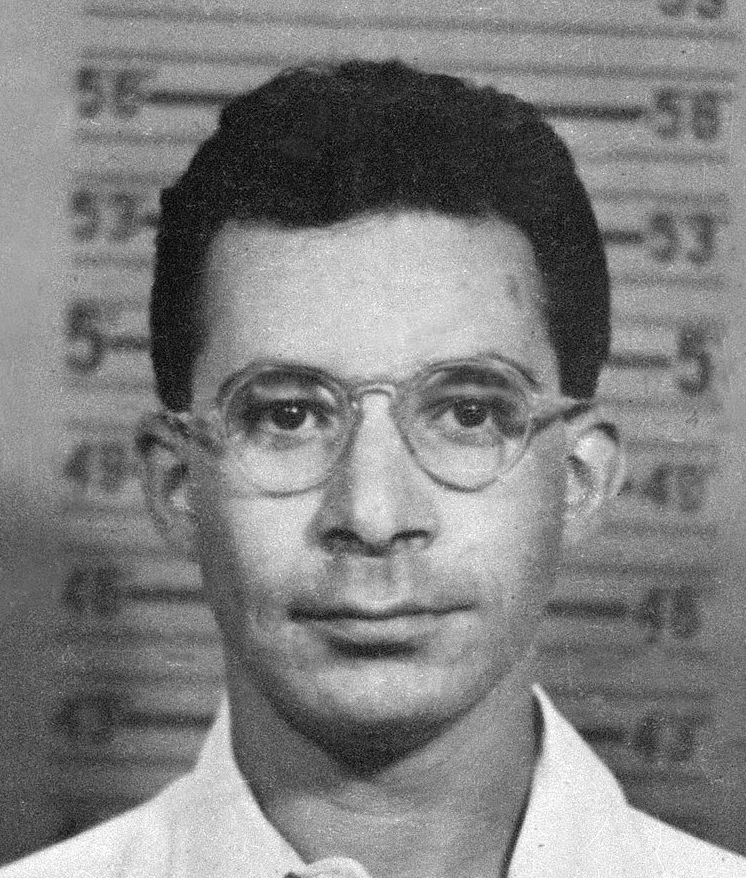
Louis Slotin

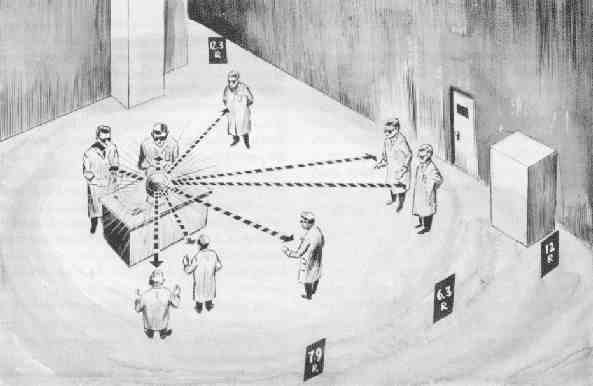
Un croquis fait par les médecins pour évaluer la quantité de radiation à laquelle ont été exposées les personnes présentes dans la pièce lors de l'accident de criticité

La Sonate Louis Slotin (Louis Slotin Sonata) est une pièce de théâtre de l'auteur américain Paul Mullin, représentée pour la première fois au Circle X Theatre de Los Angeles en 1999.
Elle retrace les neuf derniers jours du scientifique canadien Louis Slotin après que celui-ci ait été victime d'une dose mortelle de radiations. Slotin était alors l'un des physiciens responsables du développement de la bombe atomique au laboratoire de Los Alamos, au Nouveau-Mexique.
- Auteur original : Paul Mullin
- Traduction : Claude Germain
- Troupe : L'escadron création